# Boghar
Boghar (în arabă بوغار) este o comună din provincia Médéa, Algeria.
Populația comunei este de 5.972 de locuitori (2008).